# Scea
Scea là một chi bướm đêm thuộc họ Notodontidae. Nó bao gồm các loài sau:
- Scea angustimargo  Warren, 1905
- Scea auriflamma  (Geyer, [1827])
- Scea bellona  (Druce, 1906)
- Scea bryki  Hering, 1943
- Scea circumscripta  (Hering, 1925)
- Scea cleonica  Druce, 1885
- Scea curvilimes  Prout, 1918
- Scea dimidiata  (Walker, 1854)
- Scea discinota  (Warren, 1900)
- Scea erasa  Prout, 1918
- Scea gigantea  (Druce, 1896)
- Scea grandis  (Druce, 1900)
- Scea necyria  (Felder và Rogenhofer, 1875)
- Scea semifulva  Warren, 1904
- Scea servula  Warren, 1901
- Scea steinbachi  Prout, 1918
- Scea subcyanea  Prout, 1918
- Scea superba  (Druce, 1890)
- Scea torrida  Miller, 2008

## Hình ảnh

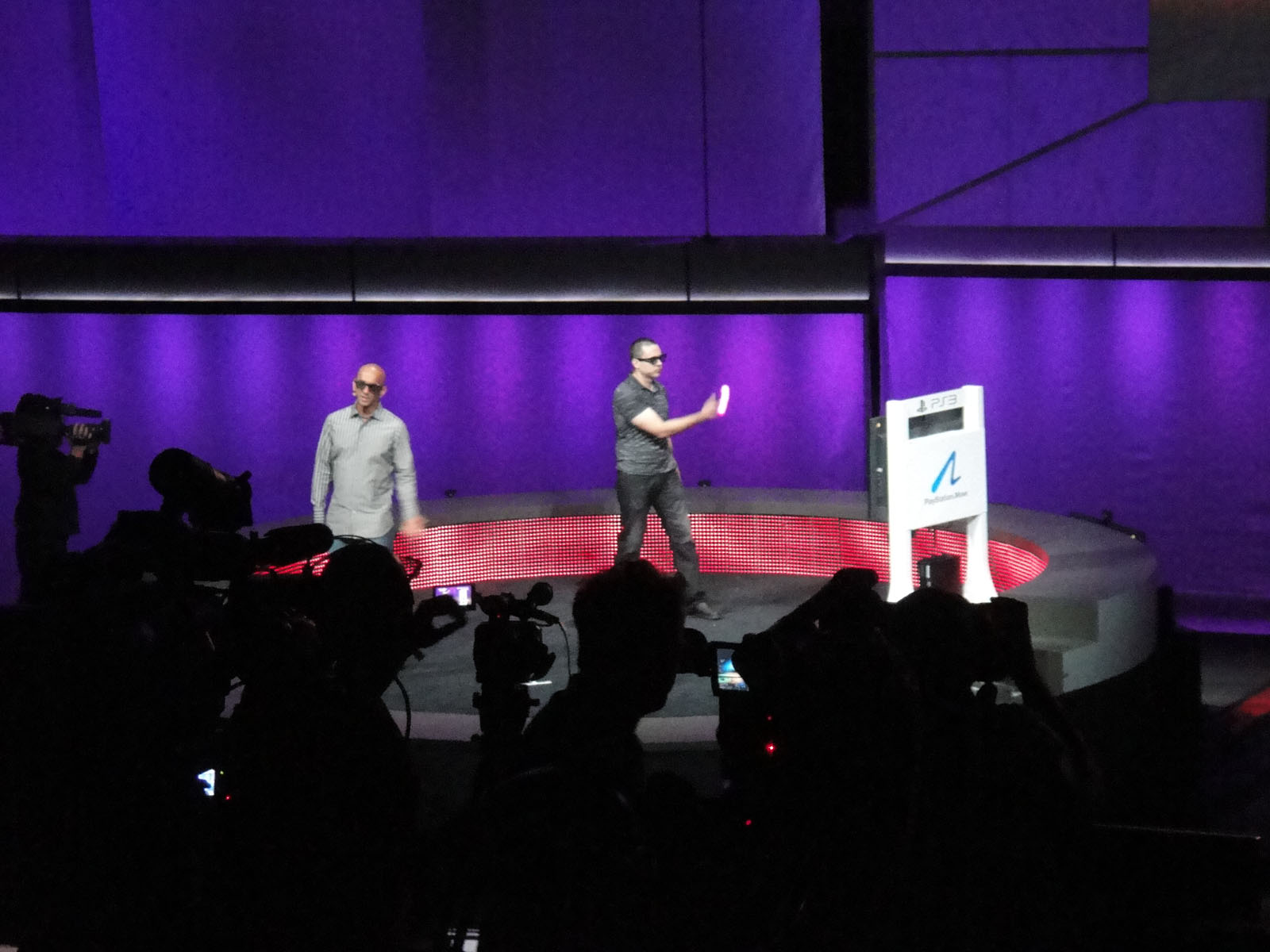
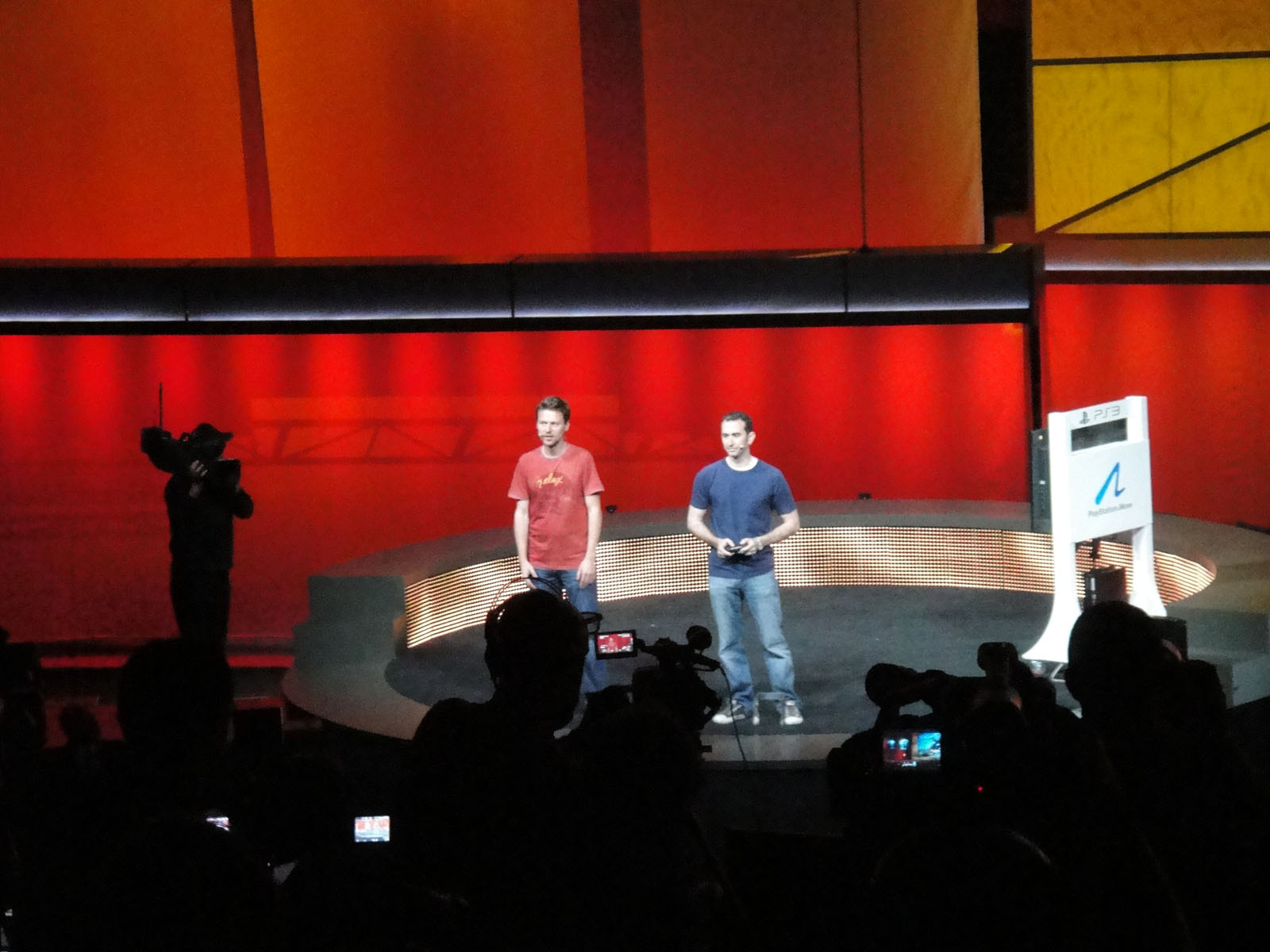
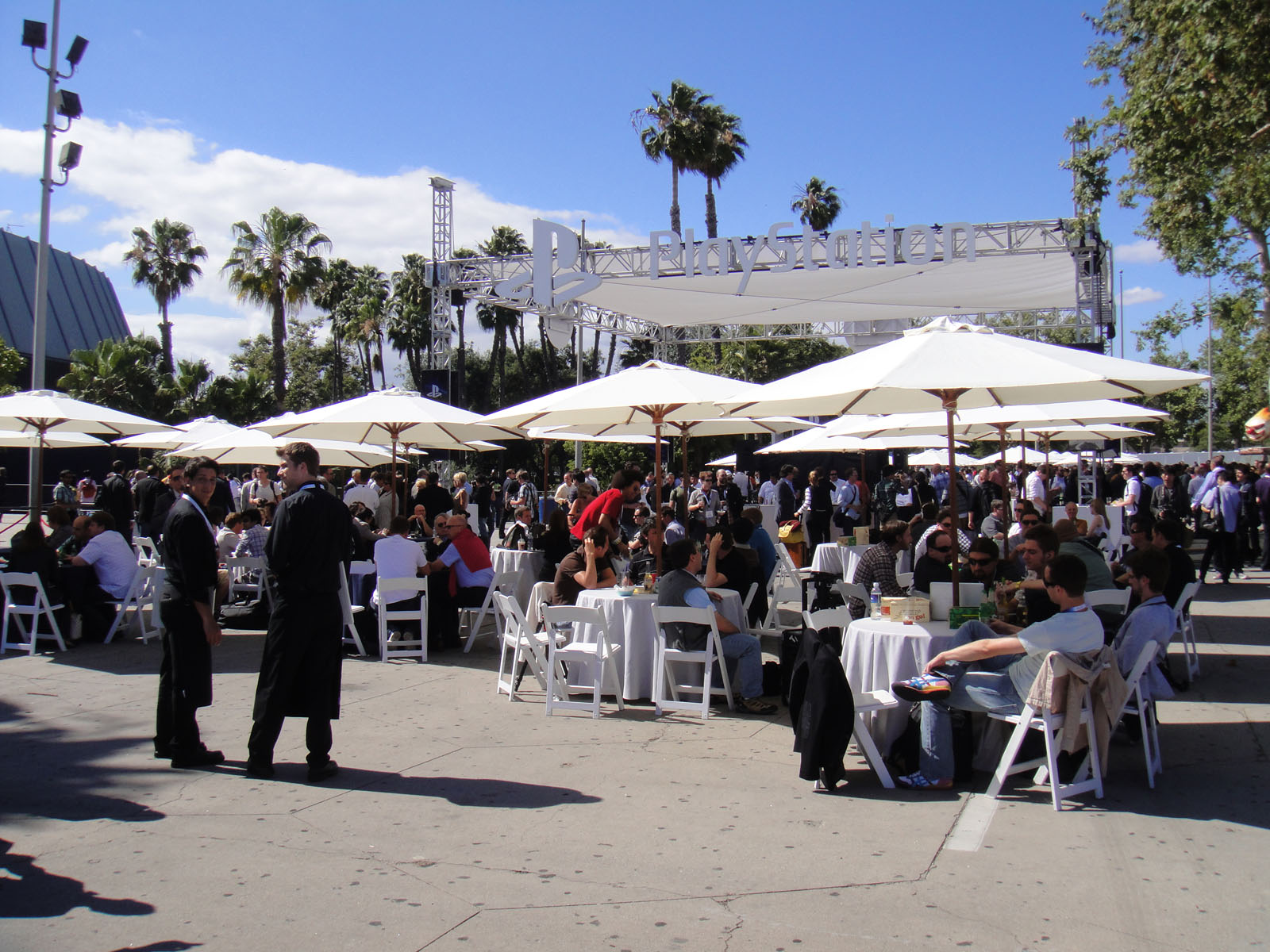
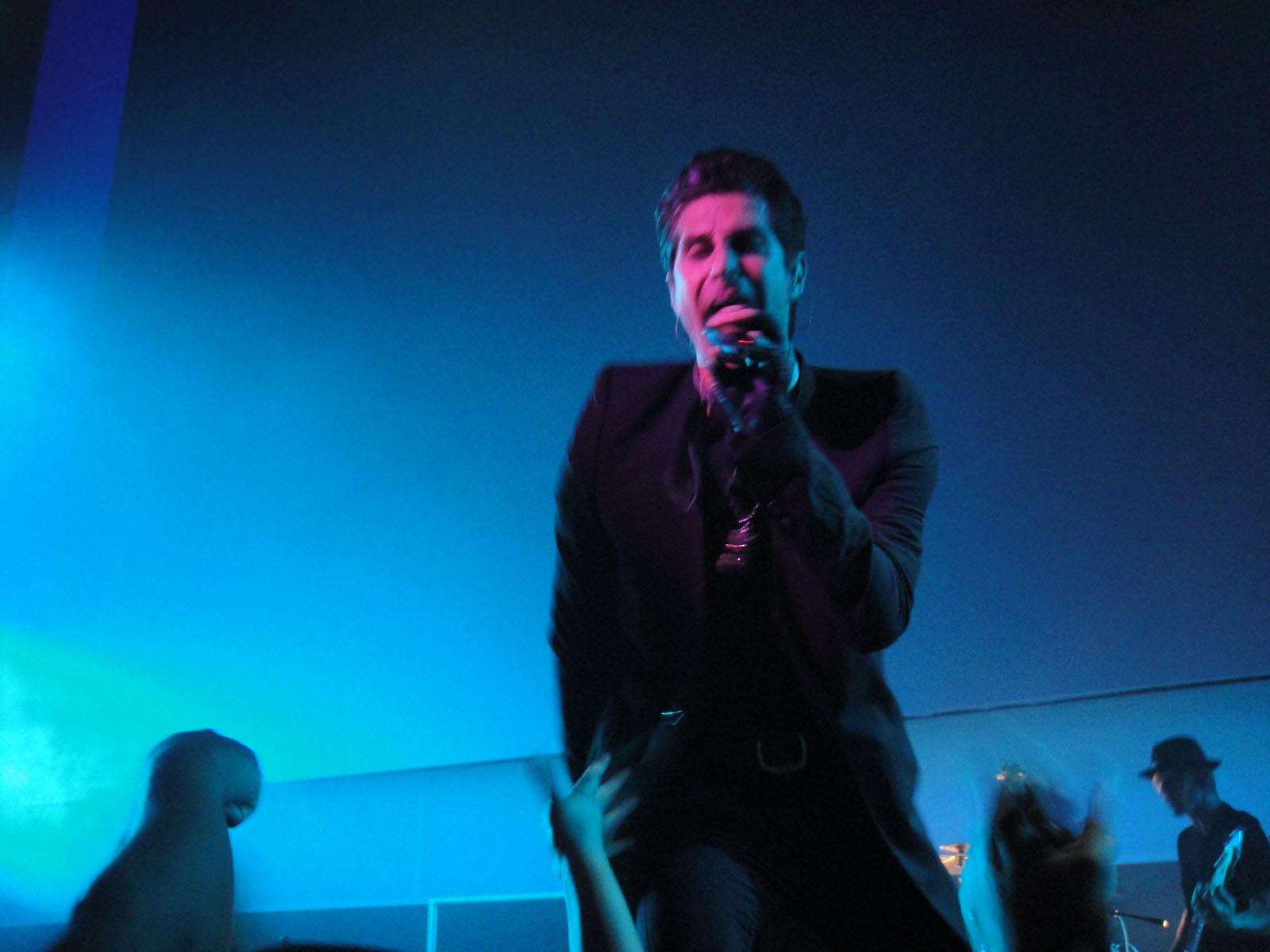